# Maria Suelen Altheman
Maria Suelen Altheman (ur. 12 sierpnia 1988 w São Paulo) – brazylijska judoczka, dwukrotna wicemistrzyni świata i brązowa medalistka igrzysk panamerykańskich.
Zdobywczyni srebrnych medali mistrzostw świata w Rio de Janeiro (2013) oraz w Czelabińsku (2014) w kategorii powyżej 78 kg. Uczestniczka igrzysk olimpijskich w Londynie (2012).
Dwukrotna brązowa medalistka igrzysk panamerykańskich (2011 i 2015).